# IC 2738
IC 2738 — галактика типу S0-a (спіральна галактика) у сузір'ї Велика Ведмедиця.
Цей об'єкт міститься в оригінальній редакції індексного каталогу.